# Ogun Records
La Ogun Records è una etichetta discografica indipendente britannica fondata a Londra nel 1974 dai coniugi Hazel Miller e Harry Miller e dall'ingegnere del suono Keith Beal.

## Storia
A partire dagli anni settanta, ha pubblicato i dischi di un gruppo di musicisti di jazz d'avanguardia e free-jazz che facevano riferimento ai Brotherhood of Breath e ai Blue Notes del sudafricano Chris McGregor, tra i quali Elton Dean, Keith Tippett ed Harry Beckett. Buona parte della musica di questi artisti si è concentrata nel fondere i ritmi del jazz con le atmosfere della musica africana, e l'etichetta ha preso il nome da Ogun, divinità della mitologia Yoruba dell'Africa Occidentale. La Ogun si rivelò di fondamentale importanza per la diffusione del connubio tra la musica africana, il free-jazz americano ed il jazz britannico, che ravvivò l'allora stagnante atmosfera del jazz d'oltremanica.
Il primo disco ad essere pubblicato fu nel 1974 Live at Willisau, un concerto dal vivo in Svizzera dei Brotherhood of Breath, per i quali Miller era direttore artistico ed ha occasionalmente suonato come bassista. All'inizio vennero pubblicati solo album di sudafricani e britannici, in seguito anche lavori di musicisti europei graditi da Miller e compagni. I dischi che hanno ottenuto maggiori successi di vendita sono stati Rogue Element dei Soft Head di Hugh Hopper, Frames: music for an imaginary film degli Ark di Keith Tippett, Happy daze/Oh! for the edge dei Ninesense di Elton Dean ed alcuni CD di Louis Moholo.
Dopo la morte di Harry Miller in un incidente automobilistico nel 1983, l'attività della Ogun si è diradata. A tutto il dicembre del 2012, l'azienda continuava a pubblicare dischi sotto la guida della moglie Hazel, in collaborazione con John Jack dell'ex agenzia di distribuzione discografica Cadillac Music, ed i vecchi dischi in vinile a catalogo vengono lentamente ripubblicati in CD. Oltre a ristampare vecchi album, la Ogun si è specializzata nel trovare e pubblicare rare registrazioni inedite.

## Discografia
Di seguito una lista quasi completa dei dischi della Ogun aggiornata al dicembre del 2012:

### CD
- Ogun OGCD 001 Chris McGregor's Brotherhood of Breath - Live at Willisau
- Ogun OGCD 002 Elton Dean Unlimited saxophone company
- Ogun OGCD 003 Louis Moholo Viva-La-Black - Exile
- Ogun OGCD 005 John Stevens/Evan Parker - Corner to corner
- Ogun OGCD 006 Louis Moholo's Viva-La-Black Freedom tour 1993 - Live in South Africa
- Ogun OGCD 007 The Blue Notes Legacy - Live in South Afrika 1964
- Ogun OGCD 008 Lol Coxhill - Coxhill on Ogun
- Ogun OGCD 009 Louis Moholo/Evan Parker/Barry Guy/Pule Pheto/Gibo Pheto - Bush fire
- Ogun OGCD 010/011 Keith Tippett's Ark - Frames: music for an imaginary film
- Ogun OGCD 012 Francine Luce - Bò kay la vi-a
- Ogun OGCD 013 Soft Head - Rogue element
- Ogun OGCD 014 Louis Moholo-Moholo/Pule Pheto/Mervyn Afrika/Keith Tippett - Mpumi
- Ogun OGCD 015 Mike Osborne Trio & Quintet
- Ogun OGCD 016 Louis Moholo-Moholo/Stan Tracey - Khumbula (Remember)
- Ogun OGCD 017/018 Louis Moholo-Moholo - Bra Louis/Bra Tebs/Spirits rejoice!
- Ogun OGCD 019 Alan Skidmore/Mike Osborne/John Surman - SOS
- Ogun OGCD 020 Keith Tippett/Julie Tippetts/Louis Moholo-Moholo/Canto Generàl - Viva La Black live at Ruvo Jazz Festival
- Ogun OGCD 021 Keith Tippett/Harry Miller (musicista)/Julie Tippetts/Frank Perry - Ovary Lodge
- Ogun OGCD 022/023 John Stevens/Evan Parker - Corner to corner + The longest night
- Ogun OGCD 024/028 Blue Notes - The Ogun collection
- Ogun OGCD 029 Mike Osborne Trio - All night long
- Ogun OGCD 030 Keith Tippett Septet - A loose kite in a gentle wind floating with only my will for an anchor
- Ogun OGCD 031 Louis Moholo-Moholo Unit - An open letter to my wife Mpumi
- Ogun OGCD 032 Elton Dean's Ninesense - Happy daze/Oh! for the edge
- Ogun OGCD 033 Mark Charig with Keith Tippett & Ann Winter - Pipedream
- Ogun OGCD 034 Couple In Spirit, Keith & Julie Tippett - Live at the Purcell Room
- Ogun OGCD 035 Louis Moholo-Moholo/Dudu Pukwana/Johnny Dyani/Rev. Frank Wright - Spiritual Knowledge And Grace
- Ogun OGCD 036 Keith Tippett Octet - From Granite To Wind
- Ogun OGCD 037 Blue Notes - Before the Wind Changes
- Ogun OGCD 038 Chris McGregor - In His Good Time
- Ogun OGCD 039 Hawkins Alexander/Louis Moholo-Moholo - Keep Your Heart Straight
- Ogun OGCD 101 The Dedication Orchestra - Spirits rejoice
- Ogun OGCD 102/103 The Dedication Orchestra - Ixesha (Time)
- Ogun HMCD 1/2/3 Harry Miller - 1941-1983: The collection

### LP
- Ogun OG 100 Chris McGregor's Brotherhood of Breath - Live at Willisau
- Ogun OG 200 Harry Miller - Children at play
- Ogun OG 300 Mike Osborne Trio - Border crossing
- Ogun OG 400 Skidmore/Osborne/Surman - SOS
- Ogun OG 500 Irene Schweizer/Rüdiger Carl/Radu Malfatti/Harry Miller/Paul Lovens - Ramifications
- Ogun OG 600 Keith Tippett/Julie Tippetts/Harry Miller/Frank Perry - Ovary Lodge
- Ogun OG 700 Mike Osborne Trio - All night long
- Ogun OG 800 Harry Beckett's Joy Unlimited - Memories of Bacares
- Ogun OG 900 Elton Dean's Ninesense - Oh! for the edge
- Ogun OGD 001/002 Blue Notes - Blue notes for Mongezi Feza
- Ogun OG 010 Nicra (Nick Evans/Radu Malfatti/Keith Tippett/Buschi Niebergall/Makaya Ntshoko) - Listen/hear
- Ogun OG 110 Julie Tippetts/Maggie Nichols/Phil Minton/Brian Eley - Voice
- Ogun OG 210 Mike Osborne/Stan Tracey - Tandem
- Ogun OG 310 Harry Miller's Isipingo - Family affair
- Ogun OG 410 Elton Dean/Keith Tippett/Chris Lawrence/Louis Moholo - They all be on this old road
- Ogun OG 510 Lol Coxhill - Diverse
- Ogun OG 520 Louis Moholo Octet - Spirits rejoice!
- Ogun OG 610 Elton Dean/Joe Gallivan/Kenny Wheeler - The cheque is in the mail
- Ogun OG 710 Mark Charig/Keith Tippett/Ann Winter - Pipedream
- Ogun OG 810 Mike Osborne Quintet - Marcel's Muse
- Ogun OG 910 Elton Dean's Ninesense - Happy daze
- Ogun OG 020 Harry Beckett's Joy Unlimited - Got it made
- Ogun OG 120 John Stevens/Evan Parker - The longest night vol. 1
- Ogun OG 220 Blue Notes - Blue Notes in concert vol. 1
- Ogun OG 320 Radu Malfatti/Harry Miller - Bracknell Breakdown
- Ogun OG 420 John Stevens/Evan Parker - The longest night vol. 2
- Ogun OG 520 Louis Moholo Octet - Spirits rejoice!
- Ogun OG 522 Charles Austin/Roy Babbington/Joe Gallivan - Home from home
- Ogun OG 523 Harry Miller - In conference
- Ogun OG 524 Chris McCregor's Brotherhood of Breath - Procession
- Ogun OG 525 Lol Coxhill - The joy of paranoia
- Ogun OG 526 Trevor Watts String Ensemble - Cynosure
- Ogun OG 527 Hugh Hopper/Elton Dean/Alan Gowen/Dave Sheen - Rogue element
- Ogun OG 529 John Surman/Barre Phillips/Stu Martin - The Trio by contact
- Ogun OG 530 Elton Dean/Harry Beckett/Nick Evans/Marcio Mattos/Liam Genockey - The Bologna tape
- Ogun OG 531 Paul Rutherford Trio - Bracknell'83
- Ogun OG 532 Chris McGregor/Dudu Pukwana/Louis Moholo - Blue Notes for Johnny
- Ogun OG 533 Louis Moholo Sextet - Viva-la-Black
- Ogun OGD 001/002 Chris McCregor/Johnny Dyani/Dudu Pukwana/Louis Moholo - Blue Notes for Mongezi
- Ogun OGD 003/004 Keith Tippett's Ark - Frames: music for an imaginary film
- Ogun OGD 007/008 Keith Tippett Septet - Keith Tippett Septet